# Anne-Édouard-Louis-Joseph de Montmorency
Anne-Édouard-Louis-Joseph de Montmorency, noto anche come Anne-Édouard-Louis-Joseph de Montmorency-Beaumont-Luxembourg o Anne-Édouard-Louis-Joseph de Beaumont, III duca di Beaumont, VI duca di Châtillon, XII duca di Piney-Luxembourg (Parigi, 9 settembre 1802 – Parigi, 15 gennaio 1878), è stato un nobile francese.
Fu l'ultimo rappresentante dell'antica casata francese dei Montmorency e riunì, per una serie fortuita di coincidenze e per la morte di diversi suoi cugini senza eredi maschi sopravvissuti, tutti i rami e i possedimenti della sua famiglia. Fu uno degli uomini più ricchi di Francia nella sua epoca. Amico personale di Carolina di Borbone-Due Sicilie, duchessa di Berry, fu uno dei sostenitori del legittimismo borbonico in Francia e pertanto si oppose alla salita al trono degli Orléans prima e dei Bonaparte poi.

## Biografia

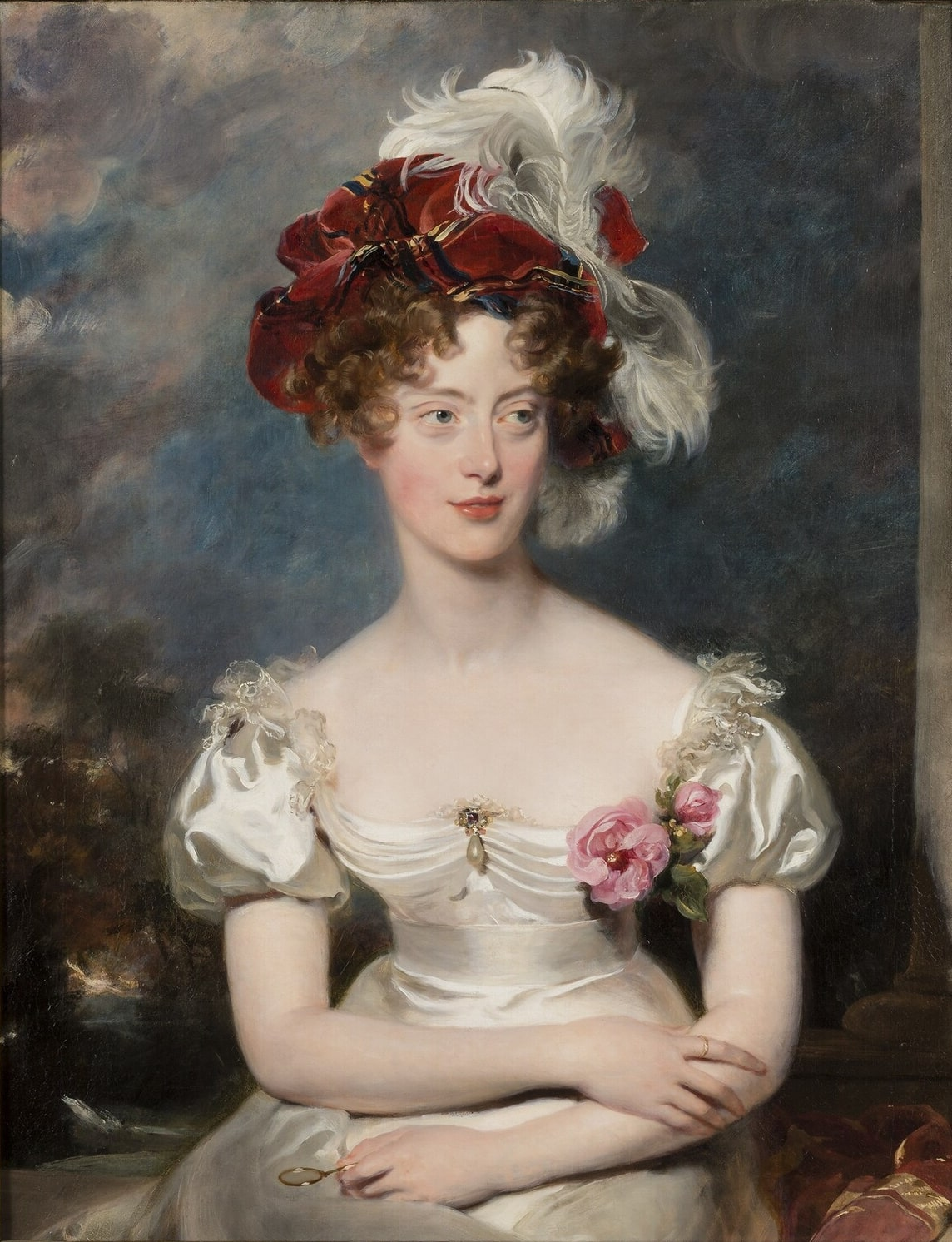
Carolina di Borbone-Due Sicilie, duchessa di Berry, eroina del legittimismo borbonico in Francia per la cui causa Anne-Édouard-Louis-Joseph de Montmorency lasciò il proprio seggio al parlamento

Figlio primogenito di Anne-Christian de Montmorency-Beaumont-Luxembourg, II duca di Beaumont, nacque a Parigi e visse nella capitale francese i suoi primi anni di vita sotto l'Impero napoleonico.
Per re Carlo X fu diplomatico presso l'ambasciata francese a Madrid in Spagna, dove venne nominato cavaliere dell'Ordine di Carlo III dal re Ferdinando VII nel 1823. A soli 26 anni, il 26 marzo 1828 venne ammesso dopo la morte di suo padre nel 1821 alla Camera dei Pari di Francia. A causa del suo impegno senza compromessi per la causa lealista e per la sua fedeltà ancestrale ai Borboni, si dimise dalla camera dei Pari per protesta il 15 novembre 1832 dal momento che l'8 novembre di quello stesso anno aveva appoggiato la principessa Carolina di Borbone-Due Sicilie, duchessa di Berry, eroina del legittimismo borbonico che aveva tentato di sollevare la Vandea contro la nuova casata degli Orléans che aveva ottenuto la corona in Francia dopo la forzata abdicazione di Carlo X.
Quando Luigi Napoleone Bonaparte prese il potere in Francia dopo il colpo di stato del 1852, egli presiedette nella sua residenza di Tingry una grande riunione di famiglia dove definì personalmente che, in virtù della sua fedeltà ai Borboni, nessun membro della sua famiglia avrebbe dovuto servire, ricevere titoli od onorificenze da quello che era definito senza mezzi termini "l'usurpatore della corona francese". L'imperatore tuttavia per ingraziarsi la sua influente figura gli offrì il titolo di barone di Breteuil, titolo che egli rifiutò, rispondendo di poterne vantare di ben più importanti ed antichi.
Nel 1837, alla morte di suo cugino Pierre de Montmorency-Laval, era divenuto erede del ducato di Laval. Nel 1862 alla morte di un altro suo cugino, Raoul de Montmorency, divenne capo della casata dei Montmorency ed erede dei suoi titoli, assumendo anche le armi principali della sua casata. Già l'anno precedente, alla morte di un altro suo cugino senza eredi, Charles Emmanuel Sigismond de Montmorency-Luxembourg, era divenuto erede anche di quei titoli. Nel giro di pochi anni, dunque, per una serie di casi fortuiti, si ritrovò unico erede delle fortune delle casate derivate dai Montmorency.
Quando morì senza eredi maschi sopravvissutigli nel 1878, tutti i suoi titoli nobiliari si estinsero.

Stemma del ramo principale dei Montmorency
Stemma del ramo dei Montmorency-Luxembourg
Stemma del ramo dei Montmorency-Beaumont-Luxembourg
Stemma del ramo dei Montmorency-Laval

## Uno degli uomini più ricchi di Francia
Anne-Édouard-Louis-Joseph de Montmorency, date le fortune accumulate da tutti i rami della sua famiglia di cui fu erede, fu indubbiamente uno degli uomini più ricchi di Francia nel suo tempo, essendo divenuto anche proprietario di moltissimi possedimenti quali i castelli di Čany e Catteville in Normandia oltre a moltissimi terreni ricevuti da sua madre, la contessa Bec-de-Lièvre Cany.
Visse a Parigi nel suo palazzo (l'Hôtel de Tingry) in Rue de Varenne nº 14 che poi donò ai francescani perché ne facessero una casa per ritiri, preferendo vivere in un altro palazzo della sua famiglia in Rue de l'Académie nº 53, e più tardi all'Hôtel de Montmorency che aveva acquistato nel 1854 dal cugino, il duca Anne-Louis-Raoul-Victor de Montmorency, situato in Rue de Saint-Dominique N° 49-51. Successivamente assunse alle proprie dipendenze l'architetto svizzero-francese Joseph-Antoine Froelicher, architetto ufficiale di Carolina di Borbone-Due Sicilie, affinché progettasse e costruisse un nuovo palazzo per la sua famiglia in un terreno di sua proprietà non distante da Rue Saint-Dominique, all'attuale nº 45, noto con il nome di Hôtel de Montmorency-Lussemburgo, oggi sede della banca Natixis e di uno studio di avvocati internazionali. Nel 1864 fece anche costruire una propria residenza estiva a Cannes, denominata "Villa Montmorency".

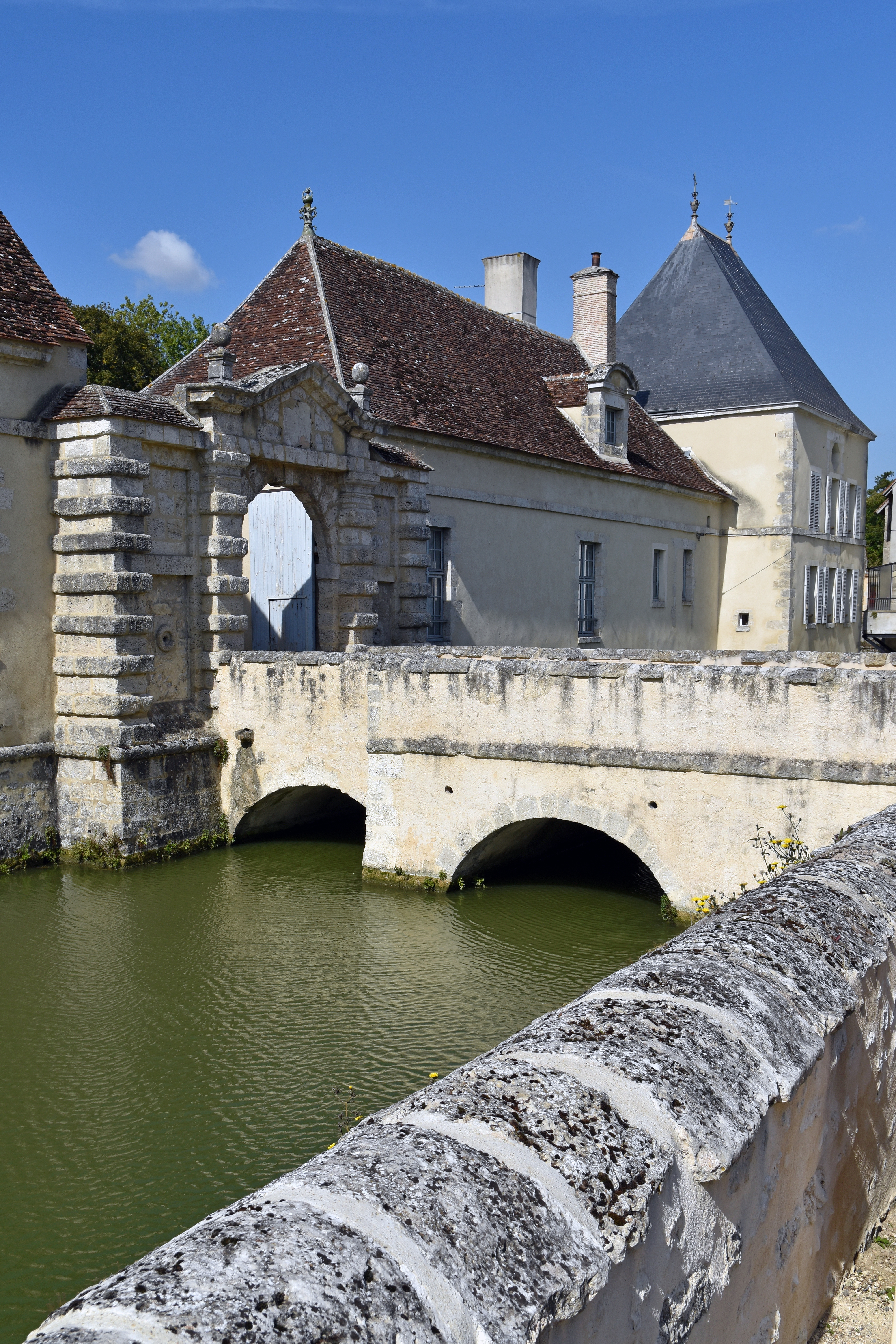
Portale d'accesso del castello di Beaumont
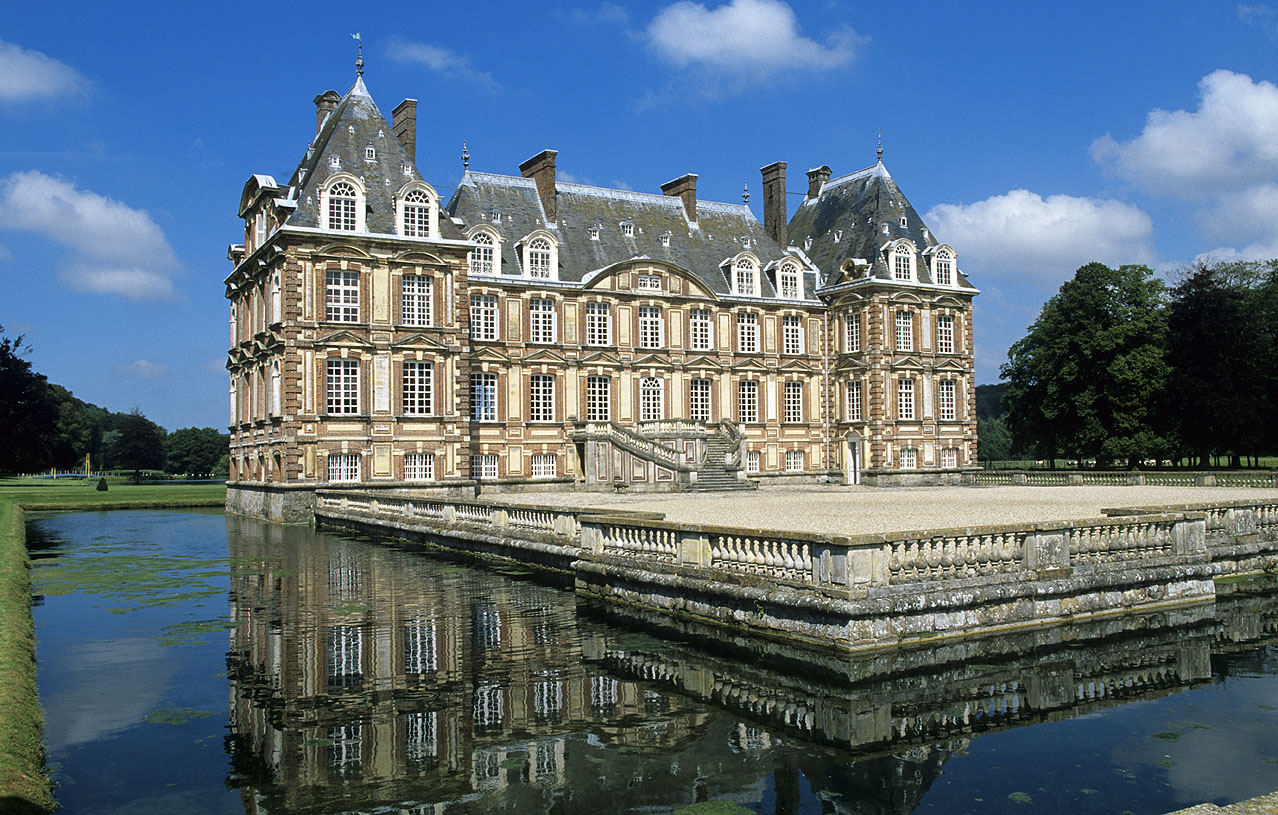
Il castello di Cany
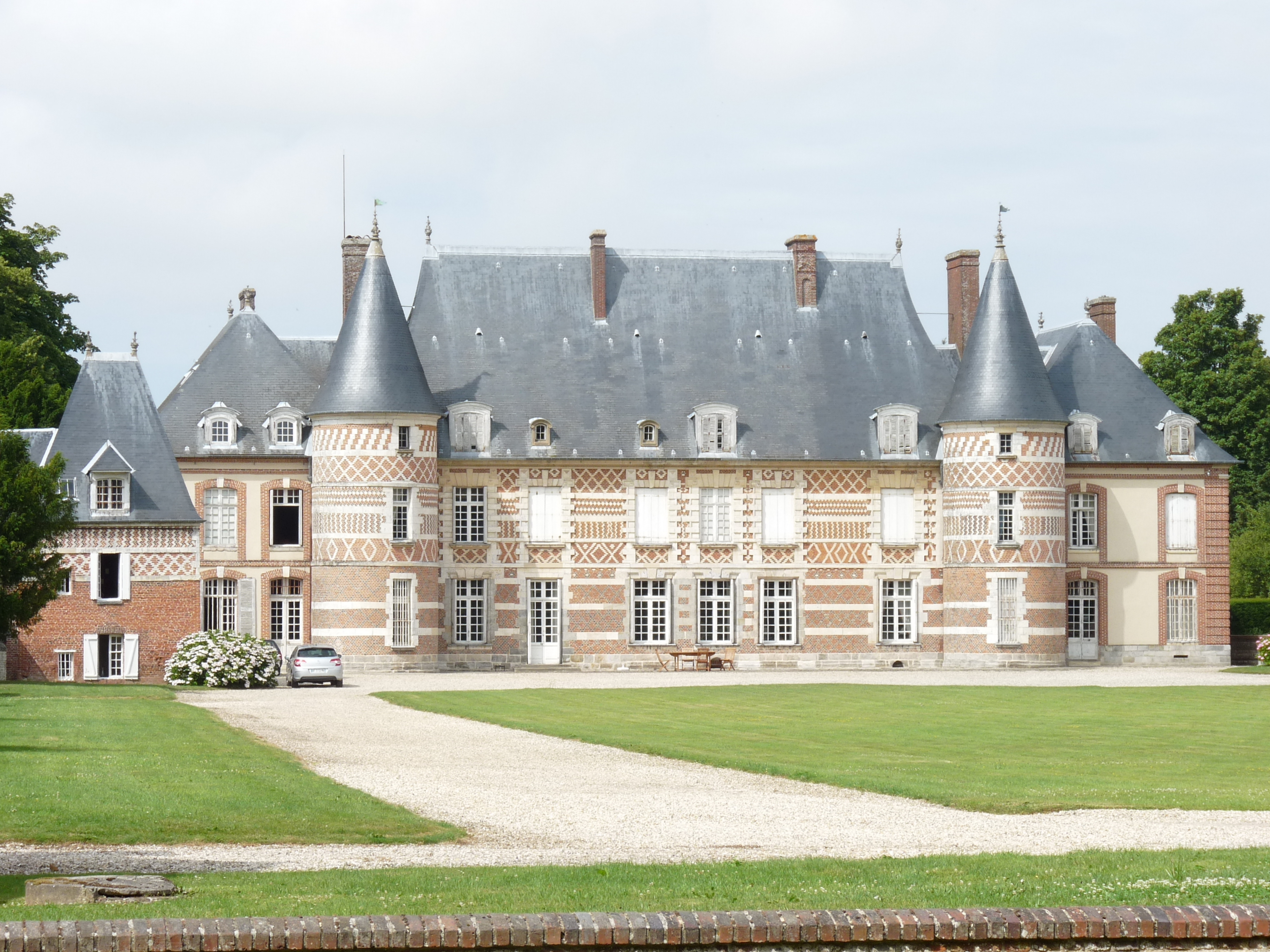
Il castello di Catteville
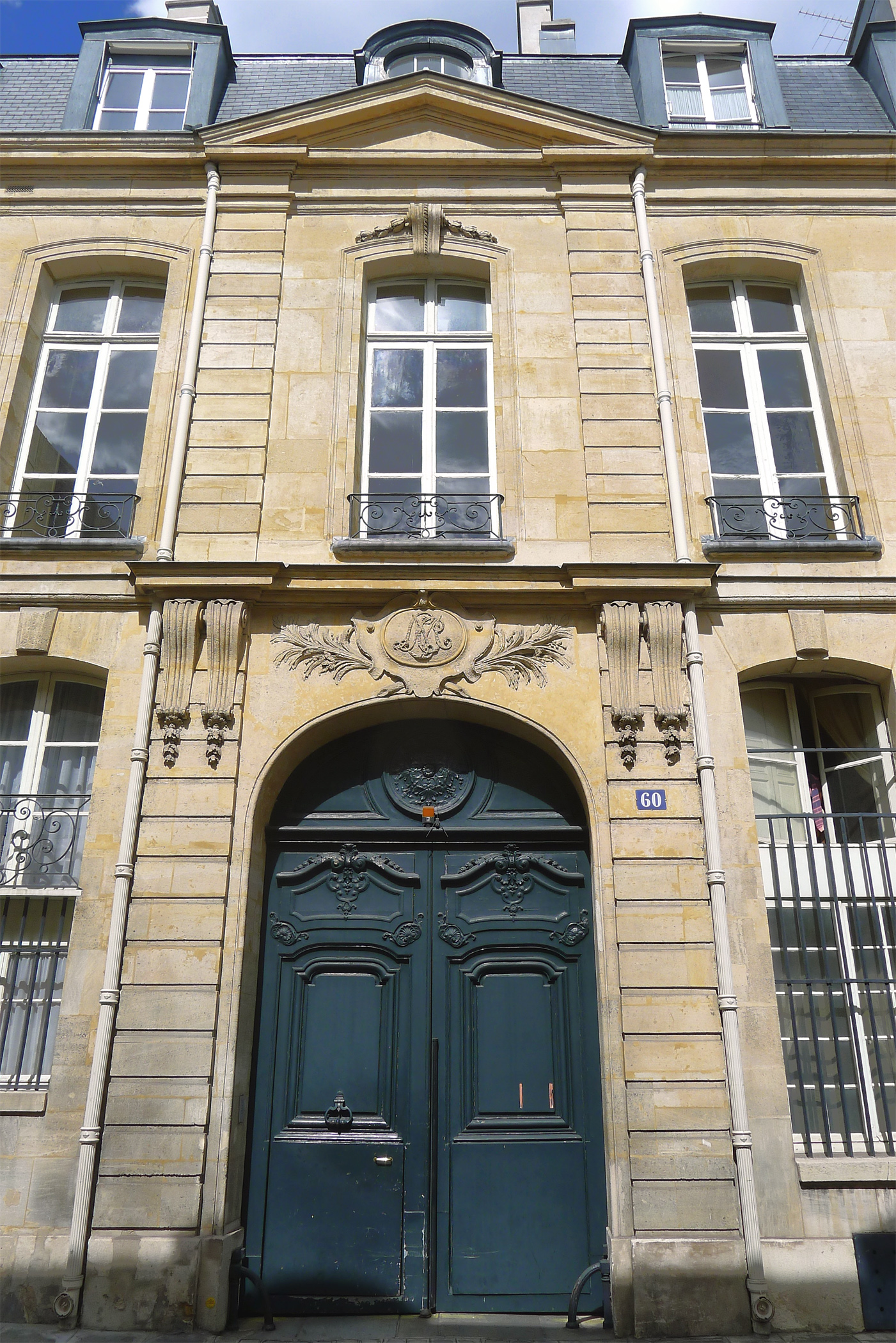
L'Hôtel de Tingry in Rue de Varenne Nº14, attuale Nº60, costruito nel 1727.

## Matrimonio e figli
Anne-Édouard-Louis-Joseph sposò a Parigi il 12 maggio 1834, la contessa Léonie-Ernestine-Marie-Josèphe de Croix de Dadizeele, unica figlia ed erede universale di Philippe-Joseph-Louis-Marie-Ghislain de Croix de Dadizeele, conte di Dadizeele y de Moen, uno dei quattro pari francesi delle Fiandre, barone di Wyngene e di Rostuyne, visconte delle Fiandre, signore di Dadizeele e di Moorslede, e della baronessa Marie-Ernestine-Louise Louys de La Grange. Da questo matrimonio nacquero quattro figli:
- Anne-Marie-Josèphe de Montmorency-Beaumont-Luxembourg (Parigi, 2 maggio 1839, Parigi, 17 aprile 1900), contrasse matrimonio il 21 maggio 1859 a Parigi con il conte Félix-Antoine-Auguste-Jean Vogt von Hunolstein, figlio del conte Louis-Marie-Paul Vogt von Hunolstein e della marchesa Anne-Hélène-Aldégonde du Bouchet de Sourches de Tourzel.
- Anne-Marie-Eugénie-Justine de Montmorency-Beaumont-Luxembourg (Parigi, 13 marzo 1840, Parigi 10 febbraio 1922), si sposò a Parigi il 28 maggio 1864 con il visconte Auguste de Durfort-Civrac de Lorge, visconte di Durfort, figlio del duca Émeric-Laurent-Paul-Guy de Durfort-Civrac de Lorge, duca di Lorge e Pari di Francia, e della marchesa Émilie-Louise du Bouchet de Sourches de Tourzel
- Henri de Montmorency-Beaumont-Luxembourg (morto in tenera età)
- Mathieu de Montmorency-Beaumont-Luxembourg (morto in tenera età).

## Stemma
| Image | Stemma |
| ----- | --- |
| \| \| | Anne-Édouard-Louis-Joseph de Montmorency Duca di Beaumont, Duca di Châtillon, Duca di Piney-Luxembourg, Duca di Laval, Pari di Francia, Commendatore dell'Ordine di San Luigi, Cavaliere dell'Ordine della Legion d'onore, Cavaliere dell'Ordine di Carlo III di Spagna |
|       | |

## Ascendenza
|                                                               |                                               |                                                                   | Genitori                                 |  |  | Nonni |  |  | Bisnonni                                  |  |  | Trisnonni                                |  |
|                                                               |                                               |                                                                   |                                          |  |  |       |  |  | Christian-Louis de Montmorency-Luxembourg |  |  | François-Henri de Montmorency-Bouteville |  |
|                                                               |                                               |                                                                   |                                          |  |  |       |  |  | Christian-Louis de Montmorency-Luxembourg |  |  | François-Henri de Montmorency-Bouteville |  |
|                                                               |                                               | Madeleine-Charlotte-Bonne-Thérèse de Clermont-Tonnerre-Luxembourg |                                          |  |  |       |  |  | Christian-Louis de Montmorency-Luxembourg |  |  |                                          |  |
| Charles-François-Christian de Montmorency-Beaumont-Luxembourg |                                               |                                                                   |                                          |  |  |       |  |  | Christian-Louis de Montmorency-Luxembourg |  |  |                                          |  |
|                                                               |                                               | Louise-Madeleine de Harlay de Beaumont                            | Achille IV de Harlay de Beaumont         |  |  |       |  |  |                                           |  |  |                                          |  |
|                                                               |                                               | Louise-Madeleine de Harlay de Beaumont                            | Achille IV de Harlay de Beaumont         |  |  |       |  |  |                                           |  |  |                                          |  |
|                                                               |                                               | Louise-Madeleine de Harlay de Beaumont                            | Anne-Renée-Louise du Louet de Coetjunval |  |  |       |  |  |                                           |  |  |                                          |  |
| Anne-Christian de Montmorency-Beaumont-Luxembourg             |                                               | Louise-Madeleine de Harlay de Beaumont                            |                                          |  |  |       |  |  |                                           |  |  |                                          |  |
|                                                               |                                               | Joseph-Balthazar des Laurents de Saint-Alexandre                  | Antoine-Jean-Baptiste des Laurents       |  |  |       |  |  |                                           |  |  |                                          |  |
|                                                               |                                               | Joseph-Balthazar des Laurents de Saint-Alexandre                  | Antoine-Jean-Baptiste des Laurents       |  |  |       |  |  |                                           |  |  |                                          |  |
|                                                               |                                               | Joseph-Balthazar des Laurents de Saint-Alexandre                  | Marie Poule                              |  |  |       |  |  |                                           |  |  |                                          |  |
| Eléonore-Josèphe-Pulcherie des Laurents de Saint-Alexandre    |                                               | Joseph-Balthazar des Laurents de Saint-Alexandre                  |                                          |  |  |       |  |  |                                           |  |  |                                          |  |
|                                                               |                                               | Madeleine-Claudine Ferrand d'Escossay d'Avernes                   | François Ferrand d'Escossay d'Avernes    |  |  |       |  |  |                                           |  |  |                                          |  |
|                                                               |                                               | Madeleine-Claudine Ferrand d'Escossay d'Avernes                   | François Ferrand d'Escossay d'Avernes    |  |  |       |  |  |                                           |  |  |                                          |  |
|                                                               |                                               | Madeleine-Claudine Ferrand d'Escossay d'Avernes                   | Marie-Madeleine de Flécelles de Brégy    |  |  |       |  |  |                                           |  |  |                                          |  |
| Anne-Édouard-Louis-Joseph de Montmorency                      |                                               | Madeleine-Claudine Ferrand d'Escossay d'Avernes                   |                                          |  |  |       |  |  |                                           |  |  |                                          |  |
|                                                               | Pierre-Jacques-Louis de Bec-de-Lièvre de Cany | Louis de Bec-de-Lièvre de Cany                                    |                                          |  |  |       |  |  |                                           |  |  |                                          |  |
|                                                               | Pierre-Jacques-Louis de Bec-de-Lièvre de Cany | Louis de Bec-de-Lièvre de Cany                                    |                                          |  |  |       |  |  |                                           |  |  |                                          |  |
|                                                               | Pierre-Jacques-Louis de Bec-de-Lièvre de Cany | Anne-Henriette-Catherine Toustain d'Héberville                    |                                          |  |  |       |  |  |                                           |  |  |                                          |  |
| Anne-Louis-Roger de Bec-de-Lièvre de Cany                     | Pierre-Jacques-Louis de Bec-de-Lièvre de Cany |                                                                   |                                          |  |  |       |  |  |                                           |  |  |                                          |  |
|                                                               |                                               | Charlotte Paulmier de La Bucaille                                 | Pierre Paulmier de La Bucaille           |  |  |       |  |  |                                           |  |  |                                          |  |
|                                                               |                                               | Charlotte Paulmier de La Bucaille                                 | Pierre Paulmier de La Bucaille           |  |  |       |  |  |                                           |  |  |                                          |  |
|                                                               |                                               | Charlotte Paulmier de La Bucaille                                 | Geneviève Marette                        |  |  |       |  |  |                                           |  |  |                                          |  |
| Anne-Louise-Marie de Bec-de-Lièvre de Cany                    |                                               | Charlotte Paulmier de La Bucaille                                 |                                          |  |  |       |  |  |                                           |  |  |                                          |  |
|                                                               |                                               | Jean-François-Marie Boutren d'Hatenville                          | François Boutren d'Hatenville            |  |  |       |  |  |                                           |  |  |                                          |  |
|                                                               |                                               | Jean-François-Marie Boutren d'Hatenville                          | François Boutren d'Hatenville            |  |  |       |  |  |                                           |  |  |                                          |  |
|                                                               |                                               | Jean-François-Marie Boutren d'Hatenville                          | Marie-Anne Gavion                        |  |  |       |  |  |                                           |  |  |                                          |  |
| Élisabeth-Marie Boutren d'Hatenville                          |                                               | Jean-François-Marie Boutren d'Hatenville                          |                                          |  |  |       |  |  |                                           |  |  |                                          |  |
|                                                               |                                               | Élisabeth-Marie-Françoise Boulays de Catteville                   | Robert-François Boulays de Catteville    |  |  |       |  |  |                                           |  |  |                                          |  |
|                                                               |                                               | Élisabeth-Marie-Françoise Boulays de Catteville                   | Robert-François Boulays de Catteville    |  |  |       |  |  |                                           |  |  |                                          |  |
|                                                               |                                               | Élisabeth-Marie-Françoise Boulays de Catteville                   | Élisabeth-Marie Le Roux d'Esneval        |  |  |       |  |  |                                           |  |  |                                          |  |
|                                                               |                                               | Élisabeth-Marie-Françoise Boulays de Catteville                   |                                          |  |  |       |  |  |                                           |  |  |                                          |  |